# 생활협동조합
생활협동조합(生活協同組合, consumer cooperative)은 협동조합의 여러 형태들 중 하나이다.
협동조합이란 공동으로 소유되고 민주적으로 관리되는 사업체를 통해 공통의 경제적, 사회적, 문화적 필요와 욕구를 해결하기 위해 자발적으로 조직된 사람들의 자율적인 조직이다.
협동조합(Cooperative)은 그 주체와 기능에 따라 소비자생활협동조합(consumer cooperative), 노동자 생산협동조합(Workers Cooperative), 신용협동조합(Credit Union), 농업협동조합 등으로 나눌 수 있다.
소비자생활협동조합은 대한민국에만 있는 독특한 어법이다. 유럽 등 외국에서는 통상 소비자협동조합이라는 의미의 consumer cooperative로 지칭하였는데 일본에서는 '소비자'라는 말 대신 '생활자'라는 개념을 만들어 생활협동조합이라고 불렀다. 대한민국은 1980년대 초반까지는 '소비자협동조합'이라는 명칭을 쓰다가 80년대 중반 일본의 생활협동조합이라는 말을 받아들여 점차로 소비자협동조합이란 말대신 생활협동조합이란 용어를 널리 쓰기 시작했다. 그 영향으로 1998년 생협법이 처음 제정될 때 '소비자생활협동조합법'이란 명칭을 법적 명칭으로 사용하게 되었다.
한국에는 소비자생활협동조합법에 근거한 생활협동조합과 먹거리 유통을 위주로 하는 소비자생협, 의료보건활동을 주요사업으로하는 의료생협, 대학시설운영을 중심으로하는 대학생협 등으로 나뉘어 있다.

## 나라별 예

### 대한민국 주요 소비자생활협동조합
- 한살림 한살림
- iCOOP생협 iCOOP자연드림
- 두레생협 두레생협
- 행복중심생협
- 대학생활협동조합

### 일본 주요 소비자생활협동조합
- 그린코프 그린코프
- 생활클럽 생활클럽

## 같이 보기
- 카피레프트
- GNU 일반 공중 사용 허가서
- 인도의 보건의료
- 오픈 소스
- 오픈 소스 하드웨어